# 歪头菜
歪头菜（学名：Vicia unijuga）为豆科野豌豆属的植物。分布在蒙古、远东、朝鲜、俄罗斯、日本以及中国大陆的西南、东北、华东、华北等地，生长于海拔4,000米的地区，多生于山地、林缘、草地、沟边和灌丛。

## 异名
- Vicia unijuga A. Br. var. ohwiana (Hosokawa) Nakai

## 外部連結
- 歪頭菜, Waitoucai （页面存档备份，存于） 藥用植物圖像數據庫 (香港浸會大學中醫藥學院) （繁體中文）（英文）